# حواء إبراهيم
حواء إبراهيم (بالإنجليزية: Hauwa Ibrahim)‏ (1968) هي محامية نيجيرية في مجال حقوق الإنسان ولقد فازت بجائزة سخاروف لحرية الفكر في عام 2005.